# Geleen Oost vasútállomás
Geleen Oost vasútállomás vasútállomás Hollandiában, Geleen városában.

## Vasútvonalak
Az állomást az alábbi vasútvonalak érintik:
- Sittard–Herzogenrath-vasútvonal

## Kapcsolódó állomások
A vasútállomáshoz az alábbi állomások vannak a legközelebb:
- Sittard vasútállomás (észak)
- Spaubeek vasútállomás (dél)